# Mohd Siddikur
Rahman Siddikur  (in eigen land Mohd. of Mohammad Siddikur Rahman) (20 november 1984) is een golfprofessional uit Bangladesh.
Siddikur begon als caddie op de Kurmitola Golf Club. Daar maakte hij zelf een ijzer 7 om te kunnen oefenen. In 2008, na het winnen van twee toernooien in India, werd hij benoemd tot erelid van de club.

## Amateur
Siddikur heeft een mooie carrière als amateur gehad. Hij won 12 toernooien in Azië, 5 in eigen land, 2 in Pakistan, Sri Lanka en Nepal en een toernooi in India.

## Professional
Siddikur werd in 2005 professional.
In 2008 en 2009 won hij toernooien op de Indiase PGA Tour (PGTI). Door in de top 40 te eindigen op de Tourschool kwalificeerde hij zich als eerste speler ooit uit Bangladesh in 2009 voor de Aziatische PGA Tour.
In januari 2010 won hij het American Express Bangladesh Open met een score van -16 op zijn thuisclub Kurmitola. Leter won hij het Brunei Open van de Aziatische Tour. Dit was de eerste overwinning op de Aziatische Tour van een speler uit Bangladesh.

In september speelde hij de European Masters in Crans, wat zijn eerste bezoek aan Europa was. Hij kwalificeerde zich niet voor het weekend.

## Gewonnen
PGTI (India Tour)
- 2008: PGA Kampioenschap van India, HUDA-GTPL – Unitech Haryana Open
- 2009: Global Green Bangalore Open
- 2010: Bangladesh Open

Aziatische PGA Tour (Asian Tour)
- 2010: Brunei Open
- 2013: Honda Indian Open

Asian Development Tour
- 2011: Grameenphone Bangladesh Masters

Asean Tour
- 2011: Negeri Sembilan Masters Invitational[1]

Elders
- 2010: American Express Bangladesh Open (-16)